# Большеглазый пузанок
Большеглазый пузано́к (лат. Alosa saposchnikowii) — вид морских лучепёрых рыб семейства сельдевых. Обитает в умеренных водах Каспийского моря между 49° с. ш. и 35° с. ш и между 44° в. д. и 56° в. д. Достигает длины 35 см.

## Описание
Максимальная длина тела 35 см, а масса — 469 г. Продолжительность жизни до 9 лет.
Тело высокое, сжато с боков. Голова большая, также сжатая с боков. Верхний и нижний профили головы прямые. Верхняя челюсть заходит за вертикаль глаза. Рот большой с хорошо развитыми зубами на обеих челюстях и сошнике. Глаза большие с жировыми веками. Жаберные тычинки прямые, короткие, умеренно толстые, заострённые на концах, сидят редко. Их длина не превышает длину жаберных лепестков. На первой жаберной дуге 25—41 тычинок. Спинной плавник короткий с 12—15 мягкими лучами, из которых первые 3—4 неветвистые. В анальном плавнике 18—24 мягких лучей (3—4 первых луча неветвистые).

## Распространение
Обитает по всей акватории Каспийского моря, наиболее многочисленна в северной части моря. Пресную воду избегает, изредка встречается в нижней части дельты Волги. Встречается при температуре воды от 3 °C до 25 °C.

## Биология
Морская стайная рыба, ведёт пелагический образ жизни. Совершает сезонные миграции, перемещаясь в более южные районы на зимовку. Один из самых холодолюбивых видов в роде алозы в Каспийском море. Первый начинает весеннюю миграцию на север с мест зимовки.
Хищник. Основу рациона составляют мелкие рыбы и крупные ракообразные.
Впервые созревает в возрасте 2—3 года. Нерестится в северной части моря с конца апреля до июня в прибрежье на глубине 1—6 м. Нерест порционный, плодовитость 44—163 тыс. икринок. Икринки диаметром 1—1,5 мм, полупелагические, держатся у дна.

## Взаимодействие с человеком
Является объектом коммерческого промысла. Улов засаливают тёплым способом. Жирность мяса пузанка составляет около 5,5 %. Эту рыбу ловят весной во время хода на нерест и на нерестилищах. В водах Азербайджана и Дагестана промысле ведётся неводами, в северной части Каспия — ставными сетями.